# Mesmo Delivery
Mesmo Delivery é um romance gráfico de Rafael Grampá, publicado em 2008 nos Estados Unidos (AdHouse Books) e Brasil (Desiderata). O livro conta a história de dois homens que conduzem um caminhão de carga para a empresa de entregas Mesmo Delivery e que passam por situações de suspense e violência durante uma parada em um posto de combustível no meio da estrada. O livro foi considerado a melhor estreia de 2008 pela revista norte-americana Wizard e ganhou o Troféu HQ Mix de 2009 na categoria "melhor edição especial nacional". Em 2010, foi republicado nos Estados Unidos pela editora Dark Horse Comics. A obra ganhou uma nova edição no Brasil em 2019, pela editora Mino.